# أوكسنارد
أوكسنارد هي أكبر مدينة في مقاطعة فينتورا نسبةً لعدد السكان.

## المناخ
يظهر الجدول التالي التغييرات المناخية على مدار السنة لأوكسنارد:
| البيانات المناخية لـأوكسنارد      | البيانات المناخية لـأوكسنارد | البيانات المناخية لـأوكسنارد | البيانات المناخية لـأوكسنارد | البيانات المناخية لـأوكسنارد | البيانات المناخية لـأوكسنارد | البيانات المناخية لـأوكسنارد | البيانات المناخية لـأوكسنارد | البيانات المناخية لـأوكسنارد | البيانات المناخية لـأوكسنارد | البيانات المناخية لـأوكسنارد | البيانات المناخية لـأوكسنارد | البيانات المناخية لـأوكسنارد | البيانات المناخية لـأوكسنارد |
| الشهر                             | يناير                        | فبراير                       | مارس                         | أبريل                        | مايو                         | يونيو                        | يوليو                        | أغسطس                        | سبتمبر                       | أكتوبر                       | نوفمبر                       | ديسمبر                       | المعدل السنوي                |
| --------------------------------- | ---------------------------- | ---------------------------- | ---------------------------- | ---------------------------- | ---------------------------- | ---------------------------- | ---------------------------- | ---------------------------- | ---------------------------- | ---------------------------- | ---------------------------- | ---------------------------- | ---------------------------- |
| الدرجة القصوى °ف (°م)             | 94 (34)                      | 90 (32)                      | 94 (34)                      | 98 (37)                      | 98 (37)                      | 93 (34)                      | 94 (34)                      | 96 (36)                      | 101 (38)                     | 101 (38)                     | 98 (37)                      | 93 (34)                      | 101 (38)                     |
| متوسط درجة الحرارة الكبرى °ف (°م) | 65.5 (18.6)                  | 65.3 (18.5)                  | 65.8 (18.8)                  | 68.8 (20.4)                  | 71.1 (21.7)                  | 72.5 (22.5)                  | 75.9 (24.4)                  | 76.8 (24.9)                  | 76.6 (24.8)                  | 73.5 (23.1)                  | 70.3 (21.3)                  | 65.5 (18.6)                  | 70.6 (21.5)                  |
| متوسط درجة الحرارة الصغرى °ف (°م) | 43.2 (6.2)                   | 42.2 (5.7)                   | 46.6 (8.1)                   | 47.9 (8.8)                   | 51.7 (10.9)                  | 56.2 (13.4)                  | 58.0 (14.4)                  | 58.5 (14.7)                  | 57.0 (13.9)                  | 52.7 (11.5)                  | 46.7 (8.2)                   | 42.1 (5.6)                   | 50.2 (10.1)                  |
| أدنى درجة حرارة °ف (°م)           | 25 (−4)                      | 30 (−1)                      | 30 (−1)                      | 33 (1)                       | 36 (2)                       | 42 (6)                       | 46 (8)                       | 49 (9)                       | 43 (6)                       | 35 (2)                       | 31 (−1)                      | 27 (−3)                      | 25 (−4)                      |
| الهطول إنش (مم)                   | 3.47 (88)                    | 3.71 (94)                    | 2.65 (67)                    | 0.79 (20)                    | 0.31 (7.9)                   | 0.05 (1.3)                   | 0.02 (0.51)                  | 0.04 (1.0)                   | 0.18 (4.6)                   | 0.63 (16)                    | 1.31 (33)                    | 2.06 (52)                    | 15.22 (385.31)               |
| المصدر: NOAA                      |                              |                              |                              |                              |                              |                              |                              |                              |                              |                              |                              |                              |                              |

## أعلام
- لي بارنز
- لي فان كليف
- بات فلاهيرتي
- آرثر فرانز
- أوريل توما
- بروك كاندي
- ريتش مور
- بود هاوزر
- توني فيرغسون
- جيفري كومبس